# アルクマールの聖体の奇跡

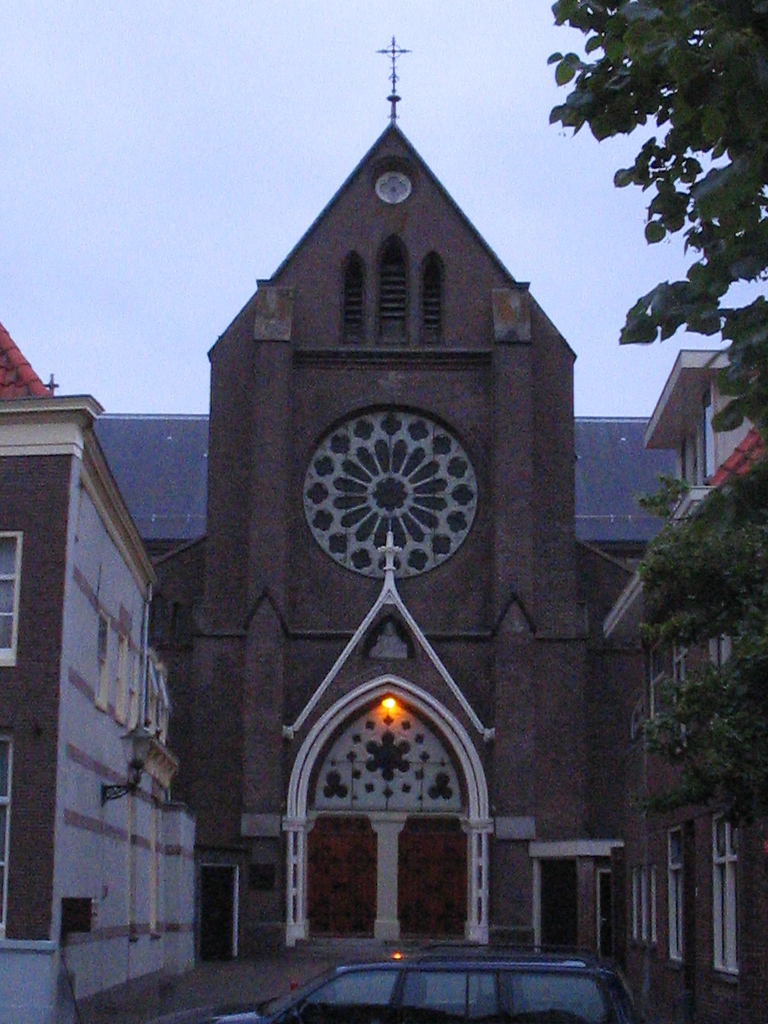
アルクマールのサン・ロレンツォ教会

アルクマールの聖体の奇跡は、1429年にオランダのアルクマールで起こったとされる聖体の奇跡の事である。

## 概要
1429年5月1日、司祭のフォルケルトは、アルクマールのサン・ロレンツォ教会で、教区司祭のヴォルパート・シュルトとともに自身の初ミサを捧げていた。聖変化の後、フォルケルトは誤って聖杯の葡萄酒をカズラにこぼしてしまった。葡萄酒は血に変化した。ミサの後、フォルケルトは血に染まったカズラの端を切って燃やした。カットした部分の修繕を終えた時、再び血に染まった。汚れを落とそうとする試みは無駄であった。2人の司祭は、この現象をすぐにユトレヒトの司教に報告した。1433年、ユトレヒトの司教は、適切な正規の調査の後に、現象の奇跡を確認し聖遺物への礼拝を公式に承認した。

## 遺物
血に染まったカズラの聖遺物は、サン・ロレンツォ教会の天使像が掲げている聖遺物箱に安置されている。